# Clastoptera
Clastoptera är ett släkte av insekter. Clastoptera ingår i familjen Clastopteridae.

## Dottertaxa tillClastoptera, i alfabetisk ordning[1]
- Clastoptera achatina
- Clastoptera aequinoctalis
- Clastoptera antica
- Clastoptera argentina
- Clastoptera arizonana
- Clastoptera biguttata
- Clastoptera bimaculata
- Clastoptera brachialis
- Clastoptera brevis
- Clastoptera canyonensia
- Clastoptera caobilla
- Clastoptera chiriquensis
- Clastoptera cimicoides
- Clastoptera compta
- Clastoptera croceiceps
- Clastoptera cuba
- Clastoptera darnoides
- Clastoptera delicata
- Clastoptera dimidiata
- Clastoptera distincta
- Clastoptera elongata
- Clastoptera femoralis
- Clastoptera flaviceps
- Clastoptera flavidorsa
- Clastoptera flavifrons
- Clastoptera flavivitta
- Clastoptera funesta
- Clastoptera fuscipes
- Clastoptera fuscomaculata
- Clastoptera globosa
- Clastoptera hyalinoapicata
- Clastoptera irrorata
- Clastoptera laenata
- Clastoptera lawsoni
- Clastoptera lineatocollis
- Clastoptera maculipes
- Clastoptera media
- Clastoptera minima
- Clastoptera monticola
- Clastoptera newporta
- Clastoptera nigra
- Clastoptera nigroapicata
- Clastoptera nigromaculata
- Clastoptera nubifera
- Clastoptera obtusa
- Clastoptera obtusata
- Clastoptera ochrospila
- Clastoptera osborni
- Clastoptera ovata
- Clastoptera pallidiceps
- Clastoptera pallidocephala
- Clastoptera picturata
- Clastoptera proteus
- Clastoptera quadriguttata
- Clastoptera rufescens
- Clastoptera sahlbergi
- Clastoptera saintcyri
- Clastoptera salicis
- Clastoptera scutellata
- Clastoptera secunda
- Clastoptera semivitrea
- Clastoptera sexguttata
- Clastoptera sierra
- Clastoptera siskiyou
- Clastoptera stali
- Clastoptera stolida
- Clastoptera taeniata
- Clastoptera testacea
- Clastoptera texana
- Clastoptera theobromae
- Clastoptera tibialis
- Clastoptera triangulum
- Clastoptera tricincta
- Clastoptera undulata
- Clastoptera uniformia
- Clastoptera variabilis
- Clastoptera xanthocephala